# Alfred Junge
Alfred Junge (Görlitz, 29 de janeiro de 1886 — Londres, 16 de julho de 1964) é um diretor de arte anglo-alemão. Venceu o Oscar de melhor direção de arte na edição de 1948 por Black Narcissus.